# Perth-Andover
Perth-Andover è un villaggio del Canada, situato nella provincia del Nuovo Brunswick.